# Carles Mira
Carles Mira Franco (Valencia, España, 14 de marzo de 1947 - ib. 12 de enero de 1993) fue un director y guionista español.

## Biografía
Nacido en la ciudad de Valencia, era hermano menor de la actriz y directora teatral Magüi Mira (n. 1944).
Estudió Ciencias Políticas en Madrid y se desempeñó como ayudante del director y actor José Luis Gómez. Hizo su debut en cine con el cortometraje Biotopo (1973), al que siguieron otros tres: Un informe para una academia y Michana (1975), y Viure sense viure (1976). 
La portentosa vida del padre Vicente (1978) fue su primer largometraje, definido por él mismo como «una denuncia de la manipulación de la historia». Protagonizada por Albert Boadella como el padre Vicente Ferrer, la película despertó la ira de los sectores más conservadores de la sociedad valenciana por cómo trató la vida y milagros del santo. Después de que una bomba hiciera explosión en el cine Goya de Alcoy donde se exhibía la película, esta no fue estrenada en ninguna otra población de Valencia.
A La portentosa vida del padre Vicente le siguieron la comedia Con el culo al aire (1980), Jalea real y Cuentos para una escapada (1981), de la que Mira dirigió su último episodio: Recuerdos al mar.
En 1983 y durante seis semanas rodó la comedia Que nos quiten lo bailao en la localidad valenciana de Luchente. El guion, escrito por él mismo, estaba centrado en la historia de un pequeño pueblo localizado en el antiguo reino de Valencia entre los siglos XV y XVI y en el que cristianos y musulmanes convivían. Protagonizada por los actores Joan Monleón, Guillermo Montesinos y Empar Ferrer, Mira contó además con la colaboración de los habitantes de Luchente como integrantes del reparto y del equipo técnico. Como muestra de agradecimiento, el cineasta eligió la localidad para el estreno mundial de la película.
El rey del mambo (1989), que escribió junto a Maruja Torres, fue su última película. Su rodaje se inició en abril, fundamentalmente en Madrid, y contó con la presencia de José Luis López Vázquez y Charo López. Mira afirmó tras el estreno de la película que no estaba satisfecho con el resultado obtenido debido a que «la gente urbana no se ha reconocido [en la película] porque estaba hecha con los materiales populares que ellos desprecian, y la gente popular tampoco la ha seguido porque trata de unos personajes de otro grupo social».
Cuatro años después, el 12 de enero de 1993, el cineasta falleció debido a una leucemia crónica.

## Fondo personal
En la biblioteca de la Filmoteca de Cataluña se encuentra el  fondo de Carles Mira, un fondo que contiene guiones de sus películas, proyectos de guion, así como el borrador de sus memorias.

## Filmografía
| Año  | Película                           | Rol      | Rol       | Notas                                                                                                   |
| Año  | Película                           | Director | Guionista | Notas                                                                                                   |
| ---- | ---------------------------------- | -------- | --------- | --- |
| 1973 | Biotopo                            | Sí       | Sí        | Cortometraje, premio del Festival de Huesca y del Círculo de Escritores Cinematográficos al mejor corto |
| 1975 | Un informe para una academia       | Sí       |           | Cortometraje, adaptación de la obra teatral homóloga de Franz Kafka                                     |
| 1975 | Michana                            | Sí       | Sí        | Cortometraje                                                                                            |
| 1976 | Viure sense viure                  | Sí       | Sí        | Cortometraje, premiado con la Espiga de Oro del Festival de Valladolid                                  |
| 1978 | La portentosa vida del pare Vicent | Sí       | Sí        | |
| 1980 | Con el culo al aire                | Sí       | Sí        | |
| 1981 | Jalea real                         | Sí       | Sí        | |
| 1981 | Cuentos para una escapada          | Sí       | Sí        | Episodio: Recuerdos al mar                                                                              |
| 1983 | Que nos quiten lo bailao           | Sí       | Sí        | |
| 1985 | Karnabal                           | Sí       |           | |
| 1988 | Daniya, jardín del harem           | Sí       | Sí        | |
| 1989 | El rey del mambo                   | Sí       | Sí        | |